# 阿列克谢·叶利谢耶夫
阿列克谢·斯坦尼斯拉沃维奇·叶利谢耶夫（俄语：Алексей Станиславович Елисеев，1934年7月13日—）是前苏联早期宇航员，两次获得苏联英雄荣誉称号。他与沙塔洛夫是前苏联首批进行过三次太空飞行的宇航员。

## 早年
1934年7月13日生于卡盧加州日兹德拉。他的父亲是立陶宛人，1935年因政治原因被关入古拉格，释放后没有返回家庭。母亲是苏联科学院物理化学研究所研究员。他由继父抚养长大。
二战后随家人移居莫斯科。1957年毕业于莫斯科高等技术学校，毕业后进入第一实验设计局，参与航天器控制系统的设计工作。1966年入选宇航员队伍。1967年加入苏联共产党。

## 航天生涯
1969年1月15日，联盟5号飞船升空。叶利谢耶夫在此次任务担任飞行工程师。其中指令长为鲍里斯·沃雷诺夫，研究工程师为叶夫根尼·赫鲁诺夫。联盟5号于16日与联盟4号对接，期间叶利谢耶夫和赫鲁诺夫通过37分钟的太空行走，从舱外成功转移至联盟4号。在对接4小时35分钟后，组合飞行器分离，联盟5号于1月18日成功返回地球。这是世界上第一次两艘载人飞船之间的对接。
1969年10月13日，他紧接着与弗拉基米尔·沙塔洛夫乘坐联盟8号进行第二次太空任务。与前一次任务一样，他们计划与联盟7号飞船对接，但是在两者相距1千米的时候，自动对接系统出现了故障。他和队员联络地面，请求手动对接。但在苏联航天计划总负责人米申批准同意后，他们已经错过了最佳时机。苏联国营通讯社塔斯社在后来的报道中没有提及对接失败一事。
1971年4月22日，他再次作为飞行工程师，参与了联盟10号任务。其中指令长为弗拉基米尔·沙塔洛夫，研究工程师为尼古拉·鲁卡维什尼科夫。尽管塔斯社报道说“任务”圆满完成，但实际上由于技术出现故障，联盟10号与4月19日发射升空的礼炮1号空间站并没有完成对接。

## 个人生活
1985年12月19日从宇航员退役。1986年至1991年担任莫斯科高等技术学校行政管理人员。1997年1月开始担任飛斯妥公司俄罗斯子公司总裁。这是一家总部位于德国的自動化科技供應商。
经历过两次婚姻。首任妻子是自动化高级工程师瓦连京娜·帕夫洛芙娜·什帕利科娃。1960年生下女儿叶莲娜。
现任妻子是拉丽莎·伊万诺芙娜·科马罗娃，担任过能源科研生产联合公司行政人员。

## 统计

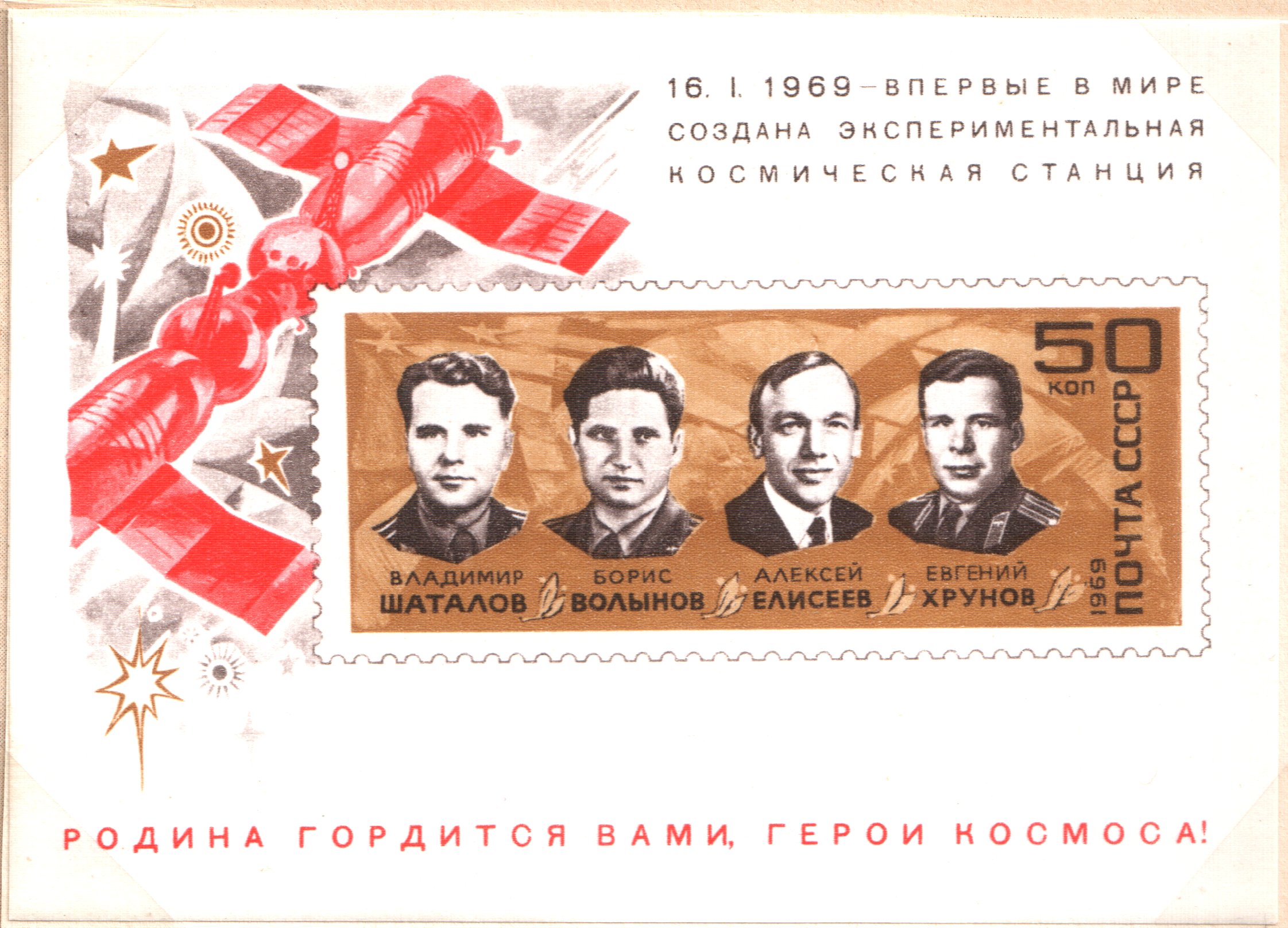
1969年苏联邮票，画面上的四人从左到右依次为：沙塔洛夫、沃雷诺夫、叶利谢耶夫和赫鲁诺夫

| # | 发射载具 | 发射时间（UTC） | 着陆载具 | 着陆时间（UTC） | 时长总计        | 舱外活动次数 | 舱外活动时长 |
| - | -------- | --------------- | -------- | --------------- | --------------- | ------------ | ------------ |
| 1 | 联盟5号  | 1969年1月15日   | 联盟4号  | 1969年1月17日   | 1天23小时45分钟 | 1            | 37分钟       |
| 2 | 联盟8号  | 1969年10月13日  | 联盟8号  | 1969年10月18日  | 4天22小时50分钟 | 0            | 0            |
| 3 | 联盟10号 | 1971年4月22日   | 联盟10号 | 1971年4月24日   | 1天23小时45分钟 | 0            | 0            |
|   |          |                 |          |                 | 8天22小时20分钟 | 1            | 37分钟       |

太空行走统计
| # | 日期（UTC）   | 同伴              | 持续时长 |
| - | ------------- | ----------------- | -------- |
| 1 | 1969年1月16日 | 叶夫根尼·赫鲁诺夫 | 37分钟   |

## 荣誉
- 蘇聯英雄荣誉称号（1969年1月22日，1969年10月22日）
- 苏联宇航员荣誉称号（1969年1月22日）
- 列寧勳章
- 紀念列寧誕辰一百週年獎章（1970年）
- 拜科努尔荣誉市民（1977年）[9]
- 太空探索優異獎章（2011年4月12日）[10]